# Empecta atomaria
Empecta atomaria är en skalbaggsart som beskrevs av Leon Fairmaire 1897. Empecta atomaria ingår i släktet Empecta och familjen Melolonthidae. Inga underarter finns listade i Catalogue of Life.